# Günter Grau
Günter Grau (Quedlinburg, 10 de marzo de 1940) es un sexólogo, historiador de la medicina, autor y editor alemán.

## Vida
Günter Grau estudió Economía en la República Democrática Alemana, consiguiendo su título en 1962. En 1963 trabajó como redactor de la revista Wissenschaftliche Zeitschrift de la Universidad Karl Marx de Leipzig. A la vez, de 1968 a 1971, estudió Psicología como externo. Grau trabajó en los departamentos de Historia de la Medicina en Leipzig y la Charité de Berlín. Ha publicado numerosos artículos, entre otros, sobre los hombres homosexuales en el Tercer Reich.
A principios de diciembre de 2002, escribió una carta de protesta que fue entregada, junto con una numerosa lista de firmas, al Presidente Federal alemán, Johannes Rau, «por la entrega de la Orden del Mérito a Günter Dörner», que en sus teorías sobre las «deformaciones funcionales» (funktionelle Missbildungen) incluye la hipótesis de que la homosexualidad es una «deformación» prenatal y neuroendocrina, y por lo tanto, una «deformación» curable.
En 2009, junto con Volkmar Sigusch, editó el Personenlexikon der Sexualforschung («Diccionario enciclopédico de los sexólogos»).
A principios de 2012 dio una conferencia sobre la homosexualidad en el Tercer Reich en el Campo de concentración de Osthofen.
Grau es trabajador asociado de la Forschungsstelle Geschichte der Sexualwissenschaft en la Magnus-Hirschfeld-Gesellschaft Berlín.

## Lexikon zur Homosexuellenverfolgung 1933-1945
En 2011 publicó su Lexikon zur Homosexuellenverfolgung 1933-1945. Institutionen - Kompetenzen - Betätigungsfelder («Diccionario enciclopédico sobre la persecución de los homosexuales 1933-1945. Instituciones - Competencias - Campos de actuación»), un diccionario enciclopédico sobre la persecución de los homosexuales durante el nazismo. Rüdiger Lautmann, en lugar de una introducción, escribió para el libro el artículo Emanzipation und Repression - Fallstricke der Geschichte («Emancipación y represión - Trampas de la historia»). El libro, de unas 400 páginas, ofrece, además de numerosas entradas, una lista de fuentes y un índice de ilustraciones, un registro de las personas mencionadas.
La contraportada describe el libro de la siguiente forma:

Homosexuelle gehörten zu einer der Hauptfeindgruppen des NS-Regimes. Über ihr Schicksal ist noch immer wenig bekannt. Das Lexikon des durch einschlägige Publikationen bekannten Medizinhistorikers dokumentiert in rund 250 akribisch erstellten Beiträgen den aktuellen Forschungsstand.

Die Stichworte geben ausführlich Auskunft über Gesetze, Geheimbefehle und Sonderaktionen, über Verurteiltenzahlen sowie über die für die Repressionspolitik verantwortlichen Institutionen und Personen. Neben begriffsgeschichtlichen Stichworten (Gesundes Volksempfinden, Homosexuellenparagraf, Homocaust, Homosexuelle Nazis) stehen ereignisbezogenen Lemmata (Mordaktion Röhm, Fritsch-Blomberg-Krise, Sittlichkeits-Prozesse) sowie faktenorientierte Beiträge zum Vorgehen in der SS und Polizei, in Wehrmacht und Hitlerjugend, den besetzten Gebieten und in den Konzentrationslagern, aber auch zur Situation in den klerikal-faschistischen Diktaturen Italiens und Spaniens. Einige Artikel bieten Hintergrundinformationen zu komplexen Inhalten (Bevölkerungspolitik, Frauenpolitik, Kriminalbiologie, Kastration, Zwillingsforschung).

Für Historiker und Allgemeininteressierte bietet das Lexikon eine Fülle von Fakten zum kollektiven Verfolgungsschicksal dieser Opfergruppe.
Los homosexuales pertenecían a uno de los principales grupos enemistados por el régimen nazi. Sobre su destino todavía se conoce poco. El Lexikon, escrito por el historiador de la medicina [Günter Grau] conocido por sus aportaciones en el campo, documenta en aproximadamente 250 meticulosas contribuciones el estado actual de la investigación.

Las entradas dan una extensa información sobre las leyes, las órdenes secretas y las acciones especiales, sobre el número de condenados, así como sobre las personas e instituciones responsables de la persecución. Además de las entradas sobre conceptos y términos históricos (Gesundes Volksempfinden, Homosexuellenparagraf, «homocausto», nazis homosexuales), aparecen entradas sobre acontecimientos (Noche de los cuchillos largos, escándalo Fritsch-Blomberg, Sittlichkeits-Prozesse), así como entradas orientadas a las actuaciones de las SS y la policía, en el ejército y las Juventudes Hitlerianas, los territorios ocupados y en los campos de concentración, pero también a la situación en las dictaduras clericalfascistas de Italia y España. Algunos artículos ofrecen información de fondo sobre asuntos complejos (política de población, política de la mujer, biología criminal, castración, investigación sobre gemelos).
Para historiadores y es público interesados, el diccionario ofrece una abundancia de hechos sobre la suerte colectiva de este grupo de víctimas.
Lexikon zur Homosexuellenverfolgung 1933-1945

El diccionario se publicó como número veintiuno de la colección Geschichte, Forschung und Wissenschaft, en la editorial Lit (ISBN 978-3-8258-9785-7).

## Obra (lista incompleta)
- Günter Grau: Lexikon zur Homosexuellenverfolgung 1933 - 1945 / Institutionen - Kompetenzen - Betätigungsfelder, con una contribución de Rüdiger Lautmann, en la colección Geschichte, Forschung und Wissenschaft, tomo. 21, Berlín; Münster: Lit, 2011, ISBN 978-3-8258-9785-7
- Volkmar Sigusch, Günter Grau (Ed.): Personenlexikon der Sexualforschung, Frankfurt am Main; New York, NY: Campus Verlag, 2009, ISBN 978-3-593-39049-9
- Günter Grau: Iwan Bloch / Hautarzt, Medizinhistoriker, Sexualforscher, en la colección Jüdische Miniaturen / Lebensbilder, Kunst, Architektur, tomo 57, ed. por la Stiftung Neue Synagoge, Centrum Judaicum, Teetz; Berlín: Hentrich und Hentrich, 2007, ISBN 3-938485-41-8
- Günter Grau (red.): Der Kampf um das Frankfurter Institut für Sexualwissenschaft / Aufruf - Proteste - Beschlüsse, ed. por el Klinikum der Johann Wolfgang Goethe-Universität Frankfurt am Main, Institut für Sexualwissenschaft, Frankfurt am Main: Institut für Sexualwissenschaft, 2006
- Günter Grau (ed.): Homosexualität in der NS-Zeit / Dokumente einer Diskriminierung und Verfolgung, con una contribución de Claudia Schoppmann, nueva edición revisada, en la colección Die Zeit des Nationalsozialismus, Frankfurt am Main: Fischer-Taschenbuch-Verlag, 2004, ISBN 3-596-15973-3
- Lutz van Dijk: Einsam war ich nie / Schwule unter dem Hakenkreuz 1933 - 1945, con colaboración de Günter Grau, con un postfacio de Wolfgang Popp, Berlín: Querverlag, 2003, ISBN 3-89656-097-2
- Günter Grau: Homoszexualitás a Harmadik Birodalomban / a diszkrimináció és az üldözés dokumentumai (en húngaro), írta és szerk. Günter Grau [Ford. Czeglédi András ...], Budapest: Osiris, 2001 ISBN 963-389-114-0
- Günter Grau (ed.): Schwulsein 2000 / Perspektiven im vereinigten Deutschland, en colaboración con Olaf Brühl y otros, en la colección Edition Waldschlösschen, tomo 2, Hamburg: MännerschwarmSkript-Verlag, 2001, ISBN 3-928983-90-3
- Günter Grau (ed.): Hidden Holocaust? / Gay and lesbian persecution in Germany 1933 - 45 (en inglés), con una colaboración de Claudia Schoppmann, traducido por Patrick Camiller, London: Cassell, 1995, ISBN 0-304-32956-8 y ISBN 0-304-32958-4
- Detlef Grumbach (ed.): Die Linke und das Laster / Schwule Emanzipation und linke Vorurteile, en colaboración con Günter Grau y otros, Hamburg: MännerschwarmSkript-Verlag, 1995, ISBN 3-928983-30-X
- Günter Grau, Peter Schneck (ed.): Akademische Karrieren im Dritten Reich : Beiträge zur Personal- und Berufungspolitik an Medizinischen Fakultäten, Berlín: Institut für Geschichte der Medizin der Humboldt-Universität Berlín, 1993, ISBN 3-9803520-0-5
- Günter Grau (ed.): Lesben und Schwule - was nun? / Frühjahr 1989 bis Frühjahr 1990 / Chronik - Dokumente - Analysen - Interviews, Berlín: Dietz, 1990, ISBN 3-320-01612-1
- Günter Grau: AIDS / Krankheit oder Katastrophe?, en la colección Nl konkret / Wissenswertes für junge Leute, cuaderno 86, Berlín: Verlag Neues Leben, 1990, ISBN 3-355-00931-8
- Günter Grau (ed.): Und diese Liebe auch / Theologische und sexualwissenschaftliche Einsichten zur Homosexualität, con una introducción de Heinrich Fink, colaboración de Lykke Aresin y otros, Berlín: Evangelische Verlags-Anstalt, 1989, ISBN 3-374-00502-0